# Grand Prix Alanya
Der Grand Prix Alanya ist ein türkisches Straßenradrennen.
Der Grand Prix Alanya wurde zum ersten Mal 2018 ausgetragen und findet seitdem jährlich im Februar statt. Das Eintagesrennen wird in der Stadt Alanya in der Provinz Antalya ausgetragen. Nicht zu verwechseln mit dem Rennen Grand Prix Velo Alanya.
Seit 2018 zählt das Rennen zur UCI Europe Tour und ist in der Kategorie 1.2 eingestuft.
2019 und 2020 gab es ein gleichnamiges Frauenrennen Grand Prix Alanya Women.

## Ergebnis
| Jahr | Sieger             | Zweiter          | Dritter            |
| ---- | ------------------ | ---------------- | ------------------ |
| 2018 | Kirill Posdnjakow  | Onur Balkan      | Iwan Balykin       |
| 2019 | Lucas Carstensen   | Yauheni Karaliok | Patryk Stosz       |
| 2020 | Paweł Bernas       | Fabian Schormair | Onur Balkan        |
| 2021 | Davide Gabburo     | Filippo Colombo  | Alessandro Tonelli |
| 2022 | Alessio Martinelli | Sindre Kulset    | Anatoliy Budyak    |